# The Baby of Mâcon
The Baby of Mâcon es una película de drama histórico de 1992 escrita y dirigida por Peter Greenaway, y protagonizada por Ralph Fiennes, Julia Ormond y Philip Stone, en su última aparición cinematográfica.
La película está ambientada en Francia a mediados del siglo XVII, en la corte de Cosme III de Médici mientras él y su corte ven a los actores representar una parábola sobre un bebé nacido en la ciudad de Mâcon cuyos habitantes han sido infértiles durante una generación. El nacimiento del bebé está mitificado con varios fines, inicialmente porque marca el fin de la falta de hijos en una ciudad.
La película se estrenó en el Festival de Cine de Cannes de 1993. Debido a la desnudez y las escenas gráficas de violencia, la película tuvo problemas para encontrar distribución. No se mostró en Estados Unidos hasta 1997.

## Trama
A mediados del siglo XVII, la corte de Cosme III de' Medici, gran duque de Toscana, se reúne para ver una obra de teatro. La ciudad de Mâcon está plagada de una maldición que ha dejado estériles a todas las mujeres y ha traído el hambre a la tierra. Una mujer está en trabajo de parto, lo que significa el primer parto en muchos años, lo que las parteras inicialmente creen que es un parto falso debido a la avanzada edad y la fealdad general de la madre. Sin embargo, da a luz a un bebé sano. Su marido, el padre, inmediatamente busca lucrarse vendiendo pociones para curar la impotencia. Sin embargo, la hija mayor de la pareja se enamora del niño y ve potencial para utilizarlo para hacerse rica.
Años más tarde, la Hija logró hacer pasar al niño como propio y lo reclamó como un nacimiento virginal para proteger su propia virtud. Se entregan varios obsequios preciosos al Bebé de Mâcon y se desarrolla un culto en torno a él. La Hija vende las bendiciones de fertilidad del Niño a cambio de ganado y riquezas. Mantiene encarcelados a la Madre y al Padre, junto con la nodriza del Niño y una joven elegida por ella para ser esclava sexual de su padre.
El Obispo, al sentir una amenaza, considera blasfema a la Hija y el Hijo del Obispo cree que o ella es virgen y el Niño no es suyo, o el Niño es suyo, en cuyo caso la Hija es una puta. Frustrada, la Hija libera a sus padres para mostrarle al Hijo del Obispo que todavía es virgen, pero él se niega a creer que su madre sea la madre del Niño. Luego la Hija lleva al Hijo del Obispo a la finca donde guarda su ganado y le ofrece su virginidad. El Niño tropieza con ellos e impide que el Hijo del Obispo le quite la virginidad a la Hija usando su poder para instar a un toro sagrado a cornear al Hijo del Obispo. Advierte a la Hija que no mate al toro, ya que ni siquiera él podrá protegerla de las consecuencias. La Hija mata al toro y los vecinos la descubren. Al ver la oportunidad, el obispo dice que no es apta para ser la madre del niño y toma la custodia de él.
El obispo subasta el fluido del Niño y muchos sospechan que está siendo torturado para producir lágrimas y sangre sagradas que se venden a precios elevados. Por la noche, la Hija se cuela en la habitación del Niño y lo asfixia por haberla abandonado.
El obispo ordena ejecutarla; sin embargo, las leyes del pueblo prohíben expresamente la ejecución de una virgen. Para evitar esto, Medici sugiere al obispo que violen a la Hija. El Obispo concede santos perdones a los miembros de la Milicia permitiéndoles violar a la Hija. La escena tendrá lugar en una cama con dosel y cortinas, detrás de la cual la actriz que interpreta a la Hija interpreta gritos. Sin embargo, los actores de la escena en realidad la violan mientras Medici y el tribunal, estacionados afuera, cuentan alegremente a los violadores. Después de ser violada por 208 hombres, es sentenciada a ejecución solo para descubrir que ya está muerta a causa del trauma.
La gente del pueblo se reúne para enterrar el cuerpo del Niño. Temerosos de quedarse sin sus poderes, comienzan a despojarlo suavemente de sus reliquias y, finalmente, lo desmembran brutalmente con la esperanza de que su cuerpo les traiga buena suerte.
El hambre vuelve a caer sobre la ciudad de Mâcon. Los miembros del elenco hacen una reverencia y el resto de la corte se da vuelta y se inclina ante la cámara, reconociendo que ellos también son artistas.

## Elenco
- Julia Ormond es la hija
- Ralph Fiennes es el hijo de Bishop
- Philip Stone es Bishop
- Jonathan Lacey es Cosimo III de' Medici
- Don Henderson es el padre confesor
- Celia Gregory es la madre superiora
- Jeff Nuttall es el mayordomo
- Jessica Hynes es Jessica Stevenson
- Tony Vogel es el padre

## Producción
Julia Ormond y Ralph Fiennes comparten una escena violenta y apasionada que Ormond recuerda filmar en el salón de una iglesia mientras Peter Greenaway comía chicles de vino. "Fue la experiencia más surrealista porque de vez en cuando escuchabas 'crujido, crujido, munch, munch'. Estar desnudo frente a personas vestidas me molestaba tanto que no sabía si me saldría urticaria. Después de un tiempo te acostumbras y al mismo tiempo quieres vomitar".

## Recepción
La película se proyectó fuera de competición en el Festival de Cine de Cannes de 1993. Jonathan Rosenbaum del Chicago Reader, sin embargo, señaló que "lo vio hasta el final por sentido del deber, no con placer o esperanza de edificación", al tiempo que describió la acción como "exuberante y bellamente filmada (por Sacha Vierny)".
En 2002, el director de cine Andrew Repasky McElhinney seleccionó dos películas raras, Isle of Forgotten Sins (dirigida por Edgar G. Ulmer, 1943) y The Baby of Macon, para tener sus estrenos tardíos en Filadelfia (en copias de archivo de 35 mm ) para una "fantasía". Ciclo de cine "doble largometraje" en el Prince Music Theatre.
La película se estrenó en siete pantallas en el Reino Unido y recaudó £14,928 en su primer fin de semana y llegó a recaudar £88,795.